# Selección de rugby league de Samoa

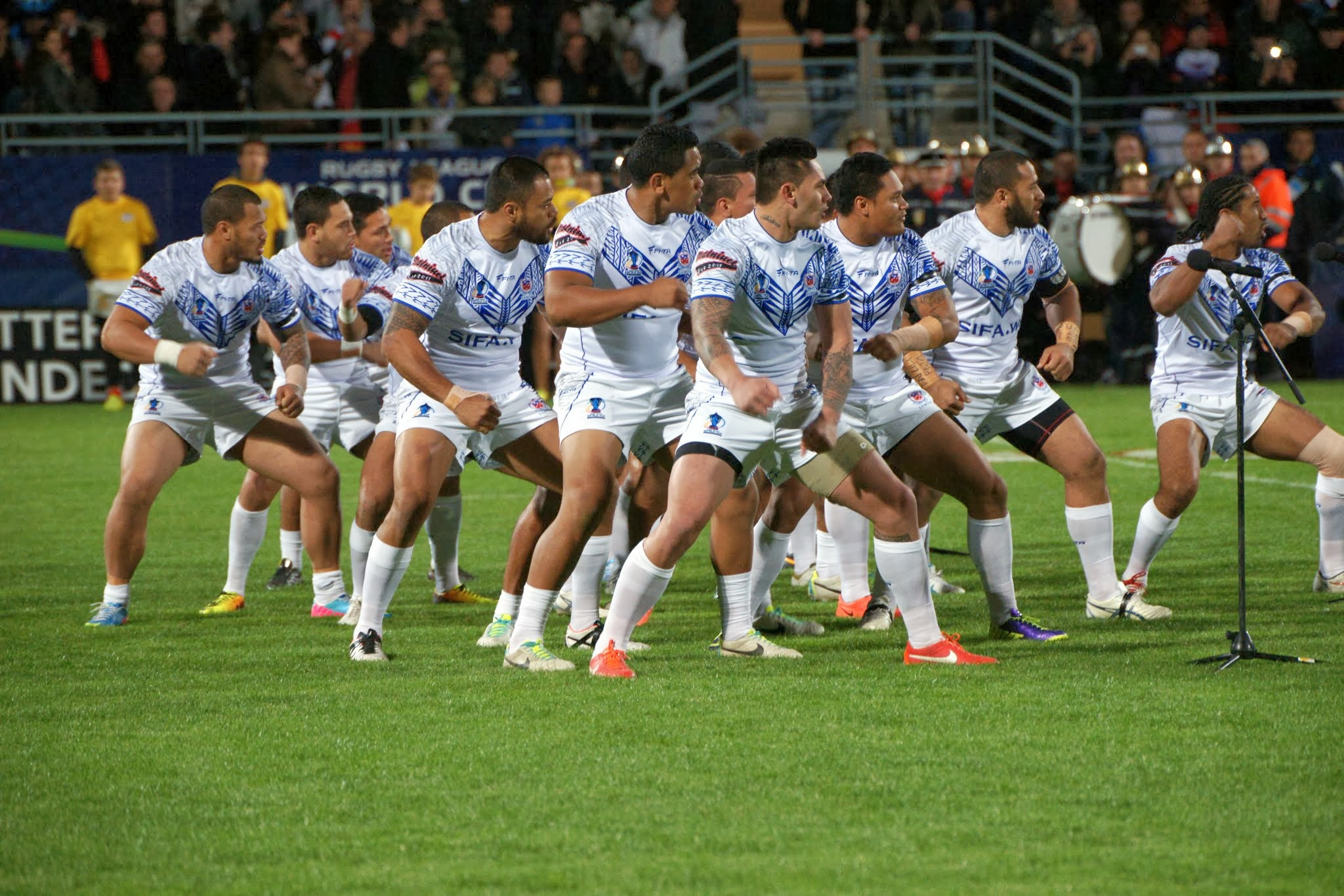
Siva Tau, es la danza ritual que realiza antes de los partidos

La selección de rugby league de Samoa representa a Samoa en competiciones de selecciones nacionales de rugby league.
Su apodo es "Toa Samoa", y utiliza vestimenta blanca con vivos azules.
El ente encargado de la selección es la Rugby League Samoa.
Está afiliado a la Asia-Pacific Rugby League Confederation.
Su mejor participación en la Copa del Mundo de Rugby League fue en la edición de 2021 en la cual fue finalista perdiendo por un marcador de 30 a 10 frente a Australia.

## Palmarés
Copa del Mundo de Rugby League
- Subcampeón (1): 2021

Pacific Cup
- Campeón (3): 1990, 1992, 2004
- Subcampeón (2): 1986, 1988

Juegos del Pacífico
- Medalla de oro: 2023
- Medalla de plata: 2015
- Medalla de bronce: 2007, 2019

## Participación en copas

#### Copa del Mundo de Rugby League
- 1954 al 1989/92: sin  participación
- 1995 : fase de grupos
- 2000 : cuartos de final[1]
- 2008 : fase de grupos[2]
- 2013 : cuartos de final[3]
- 2017 : cuartos de final[4]
- 2021 : 2° puesto
- 2026 : clasificado

#### Pacific Rugby League Championship
- 2019 : 2° puesto (zona B)
- 2023 : 3° puesto

#### Cuatro Naciones
- 2014 : 4° puesto